# Aliminusa
Aliminusa (Arminusa o Larminusa in siciliano) è un comune italiano di 1 016 abitanti della città metropolitana di Palermo in Sicilia.

## Geografia fisica

### Territorio
Aliminusa si trova a 450 m s.l.m., nella valle del Torto, sul versante nord del monte Roccelito o Soprana (1.145 m), sulla sinistra idrografica nel versante opposto si erge il monte San Calogero, già Euracus (1.326 m).
Dal punto di vista idrografico tutta l'area comunale ha una bassa permeabilità ed è dominata da molti impluvi a carattere torrentizio e a regime prettamente pluviale; tutte le linee di regimazione superficiale defluiscono naturalmente e per gravità nel fosso Tre Valloni e nel Vallone di Trabiata, che a sua volta confluisce nel Torto.

### Clima
| ALIMINUSA           | Mesi | Mesi | Mesi | Mesi | Mesi | Mesi | Mesi | Mesi | Mesi | Mesi | Mesi | Mesi | Stagioni | Stagioni | Stagioni | Stagioni | Anno |
| ALIMINUSA           | Gen  | Feb  | Mar  | Apr  | Mag  | Giu  | Lug  | Ago  | Set  | Ott  | Nov  | Dic  | Inv      | Pri      | Est      | Aut      | Anno |
| ------------------- | ---- | ---- | ---- | ---- | ---- | ---- | ---- | ---- | ---- | ---- | ---- | ---- | -------- | -------- | -------- | -------- | ---- |
| T. max. media (°C)  | 11,4 | 11,9 | 13,4 | 16,2 | 20,9 | 25,1 | 28,2 | 28,3 | 25,0 | 20,5 | 16,3 | 12,9 | 12,1     | 16,8     | 27,2     | 20,6     | 19,2 |
| T. min. media (°C)  | 6,3  | 6,2  | 7,3  | 9,4  | 13,1 | 17,0 | 19,8 | 20,3 | 17,9 | 14,3 | 10,7 | 7,9  | 6,8      | 9,9      | 19,0     | 14,3     | 12,5 |
| Precipitazioni (mm) | 70   | 57   | 48   | 42   | 22   | 8    | 6    | 14   | 36   | 76   | 71   | 74   | 201      | 112      | 28       | 183      | 524  |

## Origini del nome
Rachalminusa
Il riferimento al toponimo è documentato nel testamento di Matteo Sclafani del 1333 in cui dice di aver comprato il feudo e il casale di Rachalminusa dal figlio di Gualtiero Fisaula, Giovanni.
Terrae Harminusae
Del XV secolo è una carta, ora conservata nell'archivio degli Uffizi Fiorentini con il titolo di Terrae harminusae
Larminusa
A causa delle difficili condizioni finanziarie Sigismondo de Luna aliena con la condizione di riacquisto il feudo di Larminusa in territorio di Sclafani al fratello Pietro de Luna.
Aloisia de Luna prende possesso, tramite il proprio procuratore Francesco de Ansaldo, di Scillato e del feudo di Regaleali e quella di altri feudi quali
lo vosco di Cuchiara, lo vosco di Granza, lo vosco di Cardulino, lo vosco di Santa Maria, lo vosco di Larminusa de membris et pertinentia terre, di Caltavuturo e Sclafani
Alminusa
Mario Cutelli nel suo testamento redatto il 28 agosto 1654 innanzi al notaio Giovanni Antonio Chiarella di Palermo, così disponeva:
Arminusa
questo termine viene riportato nell'Ottocento in molti scritti.
Aliminusa
il termine arminusa viene poi italianizzato in Aliminusa, facendo nascere molte speculazioni sul significato del nome soprattutto per l'iniziale Alì.

### Toponomastica dei luoghi
- Cozzo de Luna, è un colle a nord di Aliminusa,[12] che prende il nome dalla famiglia de Luna i cui componenti furono Conti di Sclafani e signori di Larminusa.
- Cubba, ("cupola")[13] il nome indica la cupola spesso di pozzi e sorgenti nelle campagne siciliane. Un antico pozzo con cupola dà il nome alla contrada in cui sorge.
- Ramusa, è una contrada che richiama all'antico nome rahalminusa.
- Passu Gulisanu, è una contrada che indica l'antico passo per la Contea di Golisano, fino al 1430 l'attuale territorio comunale di cerda faceva parte della contea di Golisano.
- Cardulinu,[14] è un bosco il cui nome oggi viene erroneamente italianizzato in cardellino, ma in siciliano cardellino si dice cardiddu, il suo significato è da ricercare probabilmente nel nome dialettale del fungo Pleurotus eryngii var. Ferulae, volgarmente conosciuto come fungo di ferla o di panicaut.
- Granza e Santa Maria[14] sono ricorrenti nella toponomastica dei Cavalieri templari[15][16] e Larminusa è assai simile a Larménius.
- Soprana, Granza soprana anticamente indicava la parte superiore del feudo di Granza.
- Trabiata[17], L'etimologia del termine ci conduce alla parola araba, tarbî ah, che significa quadrata, quadrangolare. Un'interessante indicazione, è stata fornita dalle fotografie aeree, su cui è visibile un'ampia traccia quadrata, che indica il baglio "casa Trabiata".
- Torto[17], il toponimo arabo del corso d'acqua, Wâdî ‘abî Ruqqâd ,trasmessoci da Idrisi (metà XII secolo), significa “fiume dormiglione”, il nome, deriva dallo scorrere dell'acqua, che incide sornione il greto. L'attuale toponimo, Torto, già in Fazello (XVI secolo), deriva dalla conformazione tortuosa dell'alveo che muta corso e genera anse fossili.
- Costa Addaniu è una contrada a est di Aliminusa, fra i confini di Cerda e Sclafani, il nome deriva dal fatto che questo territorio era endemicamente popolato dal daino (addaniu è un termine siciliano che indica il daino[18]
- Vuscigghiaru. Il toponimo deriva da vuscigghiu[19] termine siciliano che indica la roverella.

## Storia
Rachalminusa
- Gualtiero Fisaula
- Giovanni Fisaula

Terrae Harminusae - Larminusa - in Contea di Sclafani
- Matteo Sclafani
- Luisa Sclafani-Guglielmo Peralta
- Nicolò Peralta - Elisabetta Chiaramonte
- Sancio Ruiz de Lihori
- Giacomo de Prades
- Enrico Rubbes o Russo
- Antonio Spatafora Russo
- Tommaso Spatafora Russo
- Beatrice Russo Spatafora moglie di Carlo de Luna e in seconde nozze di Sigismondo de Luna e in terze nozze del viceré Gaspare de Spes
- Carlo de Luna
- Sigismondo de Luna
- Pietro de Luna
- Giovanni Vincenzo de Luna
- Giovan Bartolo La Farina
- Pietro de Luna
- Giovanni de Luna e de La Cerda
- Aloisia de Luna e de Vega - Cesare Moncada
- Antonio Moncada

Sant'Anna
- Gregorio Bruno il 30 giugno 1634 ottenne la Licentia populandi
- Giuseppe Bruno

Alminusa
- Mario Cutelli
- Giuseppe Cutelli e Cicala
- Antonino Cutelli e Abatellis
- Maria Abatellis
- Cristina Cutelli e Abatellis
- Giuseppe Giovanni Cutelli
- Vescovo Mons. Galletti

Arminusa
- Ignazio Vincenzo Paternò
- Gerolamo Recupero e Bonaccorsi
- Alessandro Recupero e Zappalà
- Giuseppe Recupero e Zappalà
- Emmanuele Milone
- Angelo Milone e Assenzio

### Trecento
Il primo riferimento al toponimo è documentato nel testamento di Matteo Sclafani del 1333 in cui questi dice di aver comprato il feudo e il casale di Rachalminusa (il prefisso rachal in arabo significa casale o villaggio) dal figlio di Gualtiero Fisaula, Giovanni, che vendette per 550 onze, con atto in Giovanni di Siracusia.
Dalla prima metà del XIV secolo Rachalminusa segue le vicende della Contea di Sclafani.
Il feudo è in possesso di Matteo Sclafani, conte di Adernò, il costruttore di palazzo Sclafani a Palermo, che detiene uno dei domini economicamente e strategicamente più importanti di tutta la Sicilia. Ma Matteo Sclafani morì senza lasciare eredi maschi. Le figlie Luisa e Margherita erano andate in sposa rispettivamente a Guglielmo Peralta e a Guglielmo Raimondo Moncada, che si contesero a lungo l'eredità. La contea di Sclafani, comprendente il feudo e il casale di Rachalminusa, passò quindi alla figlia Aloisia, sposa di Guglielmo Peralta.
Per un breve periodo la perdono in favore dei Moncada, per volere di Re Martino.
Successivamente, i Peralta, ritornati fedeli al re Martino, rientrano nella signoria di Sclafani.
Addirittura, nel 1396 Nicolò Peralta ottiene dalla Corona di poter esercitare su tutta la contea di Sclafani il mero e misto imperio (alta e bassa giustizia).
Si tratta della competenza, molto ambita e spesso comprata, di poter esercitare il potere giudicante non solo nelle cause civili, ma anche in quelle penali.

### Quattrocento
Del XV secolo è una carta, ora conservata nell'archivio degli Uffizi Fiorentini con il titolo di Terrae harminusae, in cui si parla del feudo, con il toponimo di Rachalminusa storpiato in harminusae, (termine tuttora usato dai locali).
Dopo la morte di Nicolò, la tutrice delle figlie nonché sua vedova Elisabetta Chiaramonte permuta, per volere della corte reale, la contea di Sclafani con il centro di Giuliana. Sclafani, per questa via, perviene a Sancho Ruiz de Lihori de Lihori, che ne prende possesso il 16 giugno 1400.
Per parecchio tempo, Sancho Ruiz de Lihori, che è figlio del governatore di Aragona, visconte di Gagliano, signore di Capizzi, Motta, Mistretta, Reitano e conte di Sclafani, ricopre le più alte cariche del regno di Sicilia..
Ma il dominio di Sancho Ruiz fu breve: già nei primi anni del Quattrocento il De Lihori cedette la sua Contea, per atto di permuta con quella di Sciortino, a Don Giacomo de Prades.
A sua volta Giacomo de Prades, con atto del 16 aprile 1406 approvato dal Re Martino con diploma dell'11 agosto 1408, la vendette al prezzo di 1400 onze d'oro all'ambizioso barone di Caltavuturo Enrico Rubbes, cognome poi trasformato in Russo.
Enrico Russo sposò Beatrice Arezzo, figlia del protonotaro del regno, ma la coppia non ebbe figli, ed Enrico ebbe soltanto un figlio adulterino che, secondo le prescrizioni legislative, non poté subentrargli né nel titolo né nei beni, nel suo testamento, redatto il 5 agosto 1421 presso il notaio palermitano Manfredi Muta, dispose che alla sua morte, la Contea di Sclafani sarebbe dovuta pervenire al nipote ex sorore Antonio (figlio della sorella Beatrice Russo, sposa di Tommaso Spatafora conte di Capizzi), e che questi avrebbe dovuto assumere il cognome e le armi gentilizie della famiglia materna.
Nel 1442 alla morte di Enrico Russo la Contea di Sclafani passò ad Antonio Spatafora Russo.
Nel 1457 la Baronia di Caltavuturo e la Contea di Sclafani passò al figlio Tommaso Russo, che ottenne il mero e misto imperio dalla corona.
Probabilmente Tommaso morì poco dopo, poiché notiamo che suo padre Antonio, nel proprio testamento, redatto in data 20 ottobre 1459 dal notaio polizzano Francesco Notarbartolo, designò erede nella contea di Sclafani e nella baronia di Caltavuturo la nipote Beatrice, figlia di Tommaso e di Giovannella Branciforte, di minore età, assegnandole come tutori la moglie Pina ed il magnifico Giovanni Branciforte, signore di Mazzarino.
Beatrice Russo sposò il Conte di Caltabellotta, Carlo de Luna e poi il fratello di questi Sigismondo de Luna.
A causa delle difficili condizioni finanziarie Sigismondo de Luna aliena con la condizione di riacquisto il feudo di Larminusa in territorio di Sclafani al fratello Pietro de Luna.
Pietro de Luna il 26 settembre 1481, nella persona del suo procuratore Michele La Farina, presenta il memoriale per l'investitura del nipote
Gian Vincenzo.

### Cinquecento
Nel Cinquecento, Il re Giovanni II, esiliò i Luna dal regno e confiscò tutti i loro beni per evitare altri scontri con i Perollo avuti nelle vicende del primo Caso di Sciacca.
Il 4 febbraio 1519 della Contea di Sclafani si investe Gian Vincenzo de Luna, figlio di Sigismondo e di Beatrice Spatafora Contessa di Sclafani.
È in questo periodo che il casale, probabilmente sito sul cozzo de luna e la cubba
, (dall'arabo qubba, "cupola"), venne distrutto nella contesa con i Perollo, durante le vicende del secondo Caso di sciacca.
Gian Vincenzo de Luna vendette il feudo di Larminusa, con patto di riscatto a Giovan Bartolo La Farina signore di San Basile, e questi si investì del feudo l'8 ottobre 1532.
Pietro de Luna, (figlio di Sigismondo e Luisa Salviati e nipote di Lucrezia de' Medici), si investe del feudo di Larminusa il 07 giugno 1550, avendolo ricomprato da Giovan Bartolo, e si investe della Contea di Sclafani il 6 febbraio 1549 e per la successione di Filippo II a Carlo V, se ne reinveste il 12 settembre 1557. Pietro de Luna ebbe due mogli: la prima era Isabel, figlia del Viceré Juan de Vega, dalla quale ebbe Bianca, Eleonora e Aloisia. La seconda era Ángela de La Cerda, figlia del Viceré Juan de la Cerda, da questa ebbe un solo figlio, Giovanni de Luna, che venne nominato suo erede universale.
Giovanni de Luna si investe della Contea il 26 settembre 1576, ma questi non ebbe alcun figlio. Il 13 novembre 1584 cedette le sue proprietà alla sorellastra Aloisia de Luna, sposa di Cesare Moncada.
Aloisia de Luna prende possesso, tramite il proprio procuratore Francesco de Ansaldo, di Scillato e del feudo di Regaleali e quella di altri feudi quali lo vosco di Cuchiara, lo vosco di Granza, lo vosco di Cardulino, lo vosco di Santa Maria, lo vosco di Larminusa de membris et pertinentia terre di Caltavuturo e Sclafani prestando giuramento di fedeltà il 30 settembre 1592.
Da notare che Granza e Santa Maria sono ricorrenti nella toponomastica dei Cavalieri templari e Larminusa è assai simile a Larménius.

### Seicento
In Sicilia nel 1610 il governo concesse ai baroni la facoltà di fondare nuovi centri abitati non già nelle terre demaniali, bensì nei feudi in loro possesso.
Nei Parlamenti ordinari del 12 luglio 1618 e del 21 luglio 1621, va segnalata la scelta di favorire l'attività di colonizzazione interna mediante la concessione di licentiae populandi a quei vecchi e recenti signori che intendevano edificare nei loro feudi rurali nuovi centri abitati per la messa a coltura granaria di terreni incolti o a pascolo per favorire il riequilibrio tra produzione ed esportazione cerealicola.
La programmazione urbanistica del territorio agricolo siciliano trasse origine dall'esplosione demografica, in Sicilia da 550.000 anime del censimento del 1505 si era passati 1.020.792 del censimento del 1583.
Per continuare ad essere il granaio di sempre, non potendo o volendo introdurre nuovi sistemi produttivi come l'irrigazione o la trasformazioni delle rotazioni agrarie tradizionali, bisognava mettere a coltura quanta più terra incolta possibile, per raddoppiare la produzione di grano.
Il barone che ne chiedeva l'autorizzazione otteneva il privilegio di esercitare la signoria feudale sul nuovo centro fondato e di governare la popolazione vassalla con il "potere del mero e misto imperio (alta e bassa giustizia)". In più gli veniva concesso il "privilegio di entrare nel parlamento" con relativa acquisizione di un seggio nel Braccio baronale, anche se già ne faceva parte.
Alla licenza di fondare nuovi comuni faceva seguito una qualifica più elevata della gerarchia nobiliare.
Nel 1620 l'intera Contea, data la prematura scomparsa del figlio di Aloisia de Luna, Francesco Moncada, passò al nipote Antonio Moncada.
In questo periodo la Contea di Sclafani viene smembrata nei vari feudi e darà origine ai comuni di Aliminusa, Scillato, Sclafani, Valledolmo.
Nel 1625, il feudo di Larminusa venne acquistato da Don Gregorio Bruno, regio secreto di Termini.
Don Gregorio Bruno, il 30 giugno 1634, dietro il pagamento di 200 once alla tesoreria Regia generale di Sicilia, ottenne la licentia populandi per edificare e popolare un nuovo centro abitato che chiamò "Sant'Anna" in un territorio segnato da una buona rete trazzerale da masserie abbeveratoi e mulini, e l'anno successivo il borgo contava 343 abitanti..
In questo periodo fu costruito in una nuova zona, nascosto dai colli circostanti, un Baglio (dall'arabo: "edificio con cortile") per meglio difendersi da eventuali incursioni.
In data 23 aprile 1652, per atto del notaro Pietro Cardona di Palermo, il figlio di Gregorio Bruno, Giuseppe, vendette sia il feudo di Alminusa che il borgo già creato che il baglio feudale al giureconsulto Mario Cutelli, Conte di Villa Rosata.
Mario Cutelli nel suo testamento redatto il 28 agosto 1654 innanzi al notaio Giovanni Antonio Chiarella di Palermo, riferendosi ad Aliminusa così disponeva:
Cutelli disponeva anche che ove ed in qualunque tempo fosse mancata la linea maschile alla sua discendenza, una parte del suo patrimonio dovesse passare alla fondazione di un "collegio d'huomini nobili" in Catania.
Giuseppe Cutelli e Cicala, barone di Valle d'ulmo, nacque a Catania il 23 ottobre 1625, e ottenne nel 1650 la licentia populandi per Valle dell'Ulmo. Sposò la Duchessa Anna Summaniata, e in seconde nozze Donna Maria Abatellis. Morì a Palermo il 24 novembre 1673 e venne tumulato nella chiesa di San Francesco di Paola fuori Porta Carini, a Palermo.
Antonino Mario Cutelli e Abbatellis nacque il 10 aprile 1661, prese l'investitura della Baronia di Castelnormanno, di Aliminusa, di Cifiliana e di Villarosata nell'ottobre del 1674. e sposò una nobildonna di casa Marchese. Rigido nell'esercizio della giurisdizione feudale e nella riscossione dei tributi, aveva fama di barone dispotico nei vassallaggi feudali di quei contorni. Il 15 febbraio del 1692 fu costretto a fare donazione della baronia alla propria madre, Maria Abatellis contessa di Villarosata.. In seguito conobbe la nobile Maria Ventimiglia dei conti di Prades, della quale si invaghì e con la quale convisse ed ebbe un figlio: Giuseppe Giovanni Cutelli.

### Settecento
Antonino Mario Cutelli morì assassinato, a Valledolmo, da un suo vassallo di nome Pietro Corvo, il 5 agosto 1711 durante il tentativo di abuso di un jus primae noctis.
Alla morte di Maria Abatellis, le succede, la figlia Cristina Cutelli e Abbatellis sorella di Antonino: con atto del 20 luglio 1712, veniva escluso dall'eredità il figlio naturale dell'Antonino, l'avvocato Giovanni, ma la lotta tra i due si accese a suon di scontri violenti culminati in tribunale. Alla fine ebbe partita vinta il figlio naturale Giovanni che «in virtù della sentenza del Tribunale della Gran Corte di Palermo, in data 2 agosto
1726, confermata il 3 luglio 1734 dal Tribunale del Concistoro, s'investì dei feudi di Cifiliana e Mezzamandranuova»..
Nel 1747 con la morte dell'ultimo Cutelli, Giovanni, ricordato come uomo colto, di senno e generoso, la dinastia si estinse. Il ramo femminile pose molte difficoltà alla cessione dei beni di famiglia, ma alla fine risolse il problema il Vescovo Mons. Galletti, in quanto fido commissario della volontà del Cutelli, che il 24 gennaio 1750 diede in enfiteusi il Feudo di Aliminusa al principe Ignazio Vincenzo Paternò, Principe di Biscari, e reperì così le risorse da destinare alla costruzione del Collegio Cutelli di Catania.
Il 5 novembre 1766 Ignazio Paternò cedette Aliminusa, a Gerolamo Recupero e Bonaccorsi, naturalista professore di storia naturale all'università di Catania, il 31 gennaio 1768 si investì del feudo il nipote ex figlio Alessandro Recupero e Zappalà, numismatico archeologo, barone di Alminusa. e a seguito di un delitto, la baronia e terra di Aliminusa per volere dell'avo passarono al fratello Giuseppe Recupero e Zappalà.
Quindi, Giuseppe Recupero e Zappalà, dottore in leggi, ebbe il 15 settembre 1774 investitura di detta baronia, e cedette in data 9 agosto 1796 il feudo ad Emmanuele Milone.
Il 06 gennaio 1813 gli successe il figlio Angelo Milone, nato da Rosalia Assenzio.

### Latifondo e divario socio economico
Il Viceré di Sicilia Domenico Caracciolo così scriveva su latifondisti e contadini: I «proprietari e gli affittatori de’ terreni mercantano sopra il loro travaglio e sopra il soccorso che loro danno né tempi in cui cessa il lavoro» «Sicché han già ridotto quello, che un guadagna in tutto l’anno, alla sola sussistenza».
«nella Sicilia son molti ricchissimi proprietari, che in riguardo alla sua grandezza sono sproporzionati e mostruosi»
Un'analisi quantitativa della ripartizione del suolo agricolo in Sicilia fu compiuta dall'ufficiale borbonico Carlo Afan de Rivera.
Egli scriveva che gli 8/10 dei terreni siciliani erano latifondi e che in più 1/10 della terra rimanente, per quanto ripartita in appezzamenti relativamente piccoli, era posseduta dai medesimi latifondisti.
«Ivi più che in qualunque altra contrada dell’Europa fan contrasto le immense fortune di una ristretta casta privilegiata, e la miseria estrema della numerosa classe del popolo, che nulla possedendo per lo più manca di mezzi per guadagnar la vita coi suoi sudori. Egli è conosciuto che del suolo della Sicilia i quattro quinti sono ripartiti in latifondi e feudi nobili, che appartengono ai baroni o alla chiesa: che del quinto rimanente la metà almeno è in potere dei medesimi gran proprietarj, e che appena l’altra metà ossia la decima parte del suolo e divisa in piccoli poderi. Quindi risulta che nove decimi della superficie del terreno sono destinati a sostenere il lusso di poche centinaja di famiglie […]: che una decima parte solamente forma la proprietà di poche migliaja di persone; e che la massa della nazione non possiede nulla.»

### Simboli
Il Comune si fregia dello stemma e del gonfalone concessi con D.P.R. 25 settembre 1989.

#### Stemma
nel primo, interzato in fascia:
a) d'oro, a cinque gigli d'azzurro, 2, 2, 1;
b) di rosso, allo scudo d'argento, caricato di cinque scudetti d'azzurro, uno, tre, uno, e accompagnato sui fianchi da quattro torri d'oro, 2 e 2, poste in palo;
c) d'oro, a tre gigli d'azzurro, 2, 1;
nel secondo, interzato in fascia:
a) partito: nel primo, d'argento, al leone di rosso, rivoltato;
nel secondo, inquartato in decusse, nel I e nel IV, d'oro, a quattro pali di rosso, nel II e nel III, d'argento, all'aquila coronata di nero;
b) fasciato di quattro pezzi, di rosso e d'argento, caricato dallo scudo d'azzurro, ai tre gigli d'oro, 2, 1;
c) d'azzurro, ai sei gigli d'oro, 3 e 3, ordinati in fascia;
nel terzo, d'oro, a sei palle, poste in orlatura, 1, 2, 2, 1, la prima, più grande, di azzurro, le altre di rosso.
Ornamenti esteriori da Comune.»

#### Gonfalone
Le parti di metallo ed i cordoni saranno argentati.
L'asta verticale sarà ricoperta di velluto dei colori del drappo con bullette argentate poste a spirale.
Nella freccia sarà rappresentato lo stemma del Comune e sul gambo inciso il nome. Cravatta con nastri tricolorati dai colori nazionali frangiati d'argento.»

## Monumenti e luoghi d'interesse
- Il Baglio di Aliminusa, (dall'arabo Bahah edificio che contiene il cortile) è orientato verso nord-est, ha pianta rettangolare con corte interna divisa dal palazzo signorile culminante in due torrette e terrazza. Le parti laterali servivano per l'abitazione della servitù, per i granai e le scuderie. Nella parte posteriore vi è un giardino con un pozzo di acqua potabile e la 'erranteria'[42] ossia un carcere per gli animali quadrupedi erranti, che pascolavano abusivamente; gli animali venivano liberati a seguito di un pagamento al feudatario.
- Adiacente al baglio sorge la chiesa dedicata a Sant'Anna, originariamente cappella del baglio, aperta al culto nel 1809.
- Nel territorio comunale ricade la Riserva naturale orientata Bosco di Favara e Bosco Granza.

## Società

### Evoluzione demografica
Abitanti censiti

### Tradizione e folclore

#### La festa e la fiera di San Calogero
La Festa di San Calogero ad Aliminusa da secoli si svolge il 24 agosto, in origine come ringraziamento alla conclusione della raccolta delle messi, ed è sempre stata la più importante della comunità pur non essendo il santo patrono.
San Calogero era un religioso di origine calcedone che seguiva la regola di San Basilio, fuggito in Sicilia, a causa delle persecuzioni degli imperatori Diocleziano e Massimiano, qui riparò nei pressi dell'attuale territorio di Aliminusa sul monte Euraco, che da lui successivamente prese il nome, dove condusse vita contemplativa e convertendo al Cristianesimo predicando il Vangelo.
La devozione della comunità di Aliminusa per il Santo, che visse in questi luoghi intorno al cinquecento dopo Cristo ha resistito tramandandosi nei secoli sino ai giorni nostri restando la festività più sentita nonostante la recente confusione nelle tradizioni del paese.

## Cultura

### Cinema
Ad Aliminusa ha sede la casa di produzione cinematografica indipendente Arbash Film.

## Geografia antropica

### Urbanistica
L'impianto urbano si struttura su assi ortagonali, dei quali la principale è via Roma, articolata su due livelli.
Le lunghe schiere di abitazioni, orientate in direzione NO-SE, perpendicolarmente alle curve di livello (per agevolare il deflusso delle acque), sono intersecate da tre assi trasversali, il primo asse è Corso generale Michele Grisanti, che segue il percorso della strada provinciale 7, il secondo via Roma e il terzo Corso generale Cascino; gli isolati si sviluppano secondo uno schema modulare basato sulla dimensione minima dell'abitazione contadina.
Unica eccezione alla semplicità del disegno urbano è il seicentesco Baglio baronale.

## Economia
L'economia del paese, è prevalentemente agricola.

### Agricoltura
Le aziende agricole nel 2000 risultavano essere 84.
Per quanto attiene alle principali colture, la superficie dedita alla coltivazione del frumento ammonta a 133,66 ettari, ad altri cereali 168.82, al foraggere 117,38, all'olivo 57,09, alla vite 6.58, varia coltivazioni ortive 2.39.
La superficie di suolo adibita a uso seminativo ammonta a 304.30 ettari, a coltivazioni legnose agrarie 63,67, a prati permanenti e pascoli 125,20 e a boschi 53.1.
Le aziende bovine erano 12, per 126 capi, quelle ovicaprine 9 per 495 capi.
Il territorio del comune di Aliminusa rientra nella zona di produzione della D.O.P. di olio di oliva extravergine Val di Mazara.
Parte del territorio del comune di Aliminusa rientra nella zona di produzione vinicola della Doc Contea di Sclafani.
La Doc Contea di Sclafani è stata riconosciuta con DM 21.08.1996 pubblicato sulla
GU n. 202 del 29.08.1996
Nel 1827, Giuseppe E. Ortolani, scriveva di Aliminusa: esporta lino e manna.

### Artigianato
Tra le attività artigianali ricordiamo l'arte del merletto e l'arte del ricamo.

## Infrastrutture e trasporti

### Strade
Aliminusa è attraversata dalla strada provinciale nº7 che collega la Strada statale 120 dell'Etna e delle Madonie con la Strada statale 121 Catanese.

### Ferrovie
La stazione di Sciara-Aliminusa è stata declassata a posto di movimento.

## Amministrazione
| Periodo           | Periodo          | Primo cittadino          | Partito                                           | Carica                    | Note   |
| ----------------- | ---------------- | ------------------------ | ------------------------------------------------- | ------------------------- | ------ |
| ...               | 1887             | Girolamo Milone          |                                                   | Sindaco                   |        |
| ...               | 1906             | Francesco Novara         |                                                   | Sindaco                   |        |
| ...               | 1928             | Luigi Milone di Giuseppe |                                                   | Sindaco                   |        |
| ...               | ...              | Achille Asaro            |                                                   | Sindaco                   |        |
| ...               | ...              | Cosimo Pasquale          |                                                   | Sindaco                   |        |
| ...               | 1986             | Francesco Tedesco        | Democrazia Cristiana                              | Sindaco                   |        |
| 26 settembre 1986 | 19 maggio 1990   | Giuseppe Nogara          | Partito Socialista Italiano                       | Sindaco                   | [ 48 ] |
| 6 giugno 1990     | 10 febbraio 1994 | Giuseppe Nogara          | Partito Socialista Italiano                       | Sindaco                   | [ 48 ] |
| 13 giugno 1994    | 25 maggio 1998   | Rosolino Dolce           | Unità Popolare                                    | Sindaco                   | [ 48 ] |
| 25 maggio 1998    | 2 ottobre 1999   | Giuseppe Pecoraro        | Insieme per Aliminusa                             | Sindaco                   | [ 48 ] |
| 25 ottobre 1999   | 17 aprile 2000   | Salvatore Rocca          |                                                   | Commissario straordinario | [ 48 ] |
| 17 aprile 2000    | 17 maggio 2005   | Giuseppe Nogara          | Unione Democratici per Aliminusa                  | Sindaco                   | [ 48 ] |
| 17 maggio 2005    | 1 giugno 2010    | Ignazio Dolce            | Insieme per Aliminusa                             | Sindaco                   | [ 48 ] |
| 1 giugno 2010     | 2 giugno 2015    | Ignazio Dolce            | Insieme per Aliminusa                             | Sindaco                   | [ 48 ] |
| 2 giugno 2015     | 5 ottobre 2020   | Filippo Dolce            | Insieme per Aliminusa                             | Sindaco                   | [ 48 ] |
| 5 ottobre 2020    | in carica        | Michele Panzarella       | Buongiorno Aliminusa - Michele Panzarella Sindaco | Sindaco                   | [ 48 ] |